# Xanthorhoe persimilis
Xanthorhoe persimilis är en fjärilsart som beskrevs av Turner 1926. Xanthorhoe persimilis ingår i släktet Xanthorhoe och familjen mätare. Inga underarter finns listade i Catalogue of Life.